# Paul Kinnet
Œuvres principales
Voir Beaubourg et mourir
Paul Kinnet, de son vrai nom Paul Maury, né le 15 mars 1915 à Bruxelles et mort en 1994, est un écrivain belge. Il a principalement écrit des romans policiers.

## Biographie
Pendant ses études de droit à Louvain et Bruxelles, il dirige une revue de cinéma et rédige des articles pour un quotidien belge. Dans La Libre Belgique, il publie un reportage sur la Guerre civile espagnole dont il se souviendra pour écrire ses premiers romans policiers : La Mort au téléphone (1940) et Chambre de mort à Barcelone (1940). Il donne en rafale une dizaine de titres jusqu'en 1943 en pleine Seconde Guerre mondiale alors que la Belgique est sous occupation allemande. Il écrit notamment dans Le Soir, un récit en feuilleton intitulé Dupont et Dupond détectives qui reprend les célèbres détectives des Aventures de Tintin d'Hergé avec l'autorisation de celui-ci qui illustre la nouvelle, constitué de 42 épisodes publiés du 24 septembre au 11 novembre 1943, ce récit reprend l'histoire des Dupondt après leur aventure dans Le Trésor de Rackham le Rouge, alors qu'ils partent en vacances à la campagne. Puis après la Libération, il se consacre à la traduction, notamment pour la Série noire et les éditions Marabout. Ses propres œuvres paraissent alors sous divers pseudonymes.
En 1968, il signe de son nom en tant qu'auteur Le Défi. En 1975, il fait paraître au Masque Le Tribunal des sept qui met en scène un trio : l'inspecteur Furnel, sa maîtresse Galipier, dite Galipette, et Daoust, surnommé Le Taureau, son ancien chef. Le trio réapparaît dans quelques titres publiés dans la même collection. 
En 1978, Paul Kinnet remporte le prix du roman d'aventures pour Voir Beaubourg et mourir.

## Œuvre

### Romans policiers
- La Mort au téléphone, Baudinière, 1940
- Chambre de mort à Barcelone, Baudinière, coll. La Guerre secrète, 1940 (en collaboration avec Ludo Patris)
- Bonne chance Mr Pick, édition Albert Beirnaerdt[2], coll. Le Jury no 23, 1941
- Défense de fumer, édition Albert Beirnaerdt, coll. Le Jury no 27, 1941
- La Raison du plus fort, A. Maréchal, coll. Le Sphinx, 1942
- Ils vont m'assassiner, Ignis, coll. Voilà, 1942
- La Justice des hommes, Éditions Les Humoristes, 1942
- Les Treize découvertes de l'inspecteur Simon, Heraldy, 1943
- Le Fleuve mort suivi de Sept Coupables, Les Auteurs Associés, Les Romans policiers illustrés no 1, 1943
- Le Dos du chat, Les Auteurs Associés, Les Romans policiers illustrés no 5, 1943
- Monsieur Rengsburg s'est endormi, Ignis, 1943
- Stationnement interdit, Beirnaerdt, coll. Le Jury no 56, 1943
- Le Défi, Hollez, 1968
- Le Tribunal des sept, Le Masque no 1365, 1975 ; réédition, Le Club des Masques no 489, 1982
- Une victime de trop, Le Masque no 1510, 1978
- Voir Beaubourg et mourir, Le Masque no 1530, 1978
- Pas de vacances pour les morts, Le Masque no 1580, 1979
- Quatre morts pour un fantôme, Le Masque no 1620, 1980
- Un innocent pour l'échafaud, Le Masque no 1595, 1980
- Mourir pour Gravelines, Le Masque no 1650, 1981
- La Tour, prend garde !, Gallimard, Série noire no 2037, 1986
- Les Clefs de Fontigny, R.T.L. édition, 1986

### Recueil de nouvelles policières
- Mystères, éditions Albert Beirnaerdt, coll. Le Jury no 50, 1943

### Nouvelle policière jeunesse
- Dupont et Dupond détectives, Le Soir, illustré par Hergé d'après ses propres personnages, publication initiale du 24 septembre au 11 novembre 1943

### Traduction sous le pseudonyme de Paul Maury
- Le Mystère d'Edwin Drood, Traduit de l'anglais et résolu par Paul Maury, Édition Gérard et Cie, Marabout Géant Double volume, 1956

## Prix et distinctions
- Prix du roman d'aventures 1978 pour Voir Beaubourg et mourir

## Sources
- Jacques Baudou et Jean-Jacques Schleret, Le Vrai Visage du Masque, vol. 1, Paris, Futuropolis, 1984, 476 p. (OCLC 311506692), p. 267-268.
- Claude Mesplède (dir.), Dictionnaire des littératures policières, vol. 2 : J - Z, Nantes, Joseph K, coll. « Temps noir », 2007, 1086 p. (ISBN 978-2-910686-45-1, OCLC 315873361), p. 102.